# Hansisi
Hansisi is een bestuurslaag in het regentschap Kupang van de provincie Oost-Nusa Tenggara, Indonesië. Hansisi telt 1306 inwoners (volkstelling 2010).